# Gunplay
Pour plus de détails, voir Fiche technique et Distribution.
Gunplay est un western américain réalisé par Lesley Selander, sorti en 1951.

## Synopsis
Un homme du nom de Sam Martin est tué, mais lorsque son fils identifie le nom du tueur, personne n'a jamais entendu parler de lui.

## Fiche technique
Sauf indication contraire, les informations mentionnées dans cette section peuvent être confirmées par la base de données cinématographiques IMDb,  présente dans la section « Liens externes ».
- Titre : Gunplay
- Réalisation : Lesley Selander
- Scénario : Ed Earl Repp
- Musique : Paul Sawtell
- Photographie : J. Roy Hunt
- Montage : Douglass Biggs
- Société de production : RKO Pictures
- Pays de production : États-Unis
- Durée : 61 minutes
- Date de sortie :
  - États-Unis : 7 juin 1951

## Distribution
- Tim Holt : Tim Holt
- Joan Dixon : Terry Blake
- Harper Carter : Chip Martin
- Mauritz Hugo : Curt Landry
- Robert Bice : Sam Martin
- Marshall Reed : Henchman Dobbs
- Cornelius Keefe : Sheriff Jack Hill
- Robert Wilke : Winslow
- Leo McMahon : Zeke
- Richard Martin : Chito Rafferty